# Львов Михайло Давидович
Миха́йло Дави́дович Львов (* 22 грудня 1916 (4 січня 1917), село Насібаш, тепер Салаватського району Башкортостану — † 25 січня 1988, Москва) — російський поет.

## Біографія
Справжнє прізвище Львов-Маліков. За національністю татарин. Народився в сім'ї сільських учителів.
1931 року закінчив семирічку в Златоусті, 1934 року — педагогічний технікум у Міасі. У 1934–1935 роках навчався в педагогічному інституті в Уфі.
Від 1935 року працював на Челябінському тракторному заводі в редакції газети «Наш трактор», на заводі імені Орджонікідзе, на ТЕЦ, в обласному радіокомітеті.
1940 року в Челябінську побачила світ перша збірка віршів «Час» («Время»). 1941 року закінчив Літературний інститут імені Горького в Москві.
У роки війни працював на військових будовах Уралу, пішов на фронт у складі Уральського добровольчого танкового корпусу. Брав участь у визволенні України. Зокрема, визволяв місто Кам'янець-Подільський, села нинішнього Кам'янець-Подільського району. Відобразив події тих днів у віршах «Я жив», «Каменец-Подольский» (обидва — 1944), маленькій поемі «Дорога» (1944).
Був секретарем правління Московської письменницької організації, заступником головного редактора журналу «Новый мир».

## Нагороди
Ордени: Вітчизняної війни другого ступеня, Трудового Червоного Прапора, Дружби народів, «Знак Пошани».
Заслужений працівник культури Татарської АРСР, Казахської РСР, ПНР.